# John Aldridge
John William Aldridge (ur. 18 września 1958 w Liverpoolu) – irlandzki piłkarz, który występował na pozycji napastnika. 
W latach 1986–1997 reprezentant Irlandii. Uczestnik Mistrzostw Europy 1988 oraz Mistrzostw Świata 1990 i 1994.

## Sukcesy

### Newport County
- Puchar Walii: 1979/1980

### Oxford United
- Mistrzostwo Football League Second Division: 1984/1985
- Mistrzostwo Football League Third Division: 1983/1984
- Puchar Ligi Angielskiej: 1985/1986

### Liverpool
- Mistrzostwo Football League First Division: 1987/1988
- Puchar Anglii: 1988/1989
- Tarcza Wspólnoty: 1988, 1989

### Indywidualne
- Król strzelców Football League First Division: 1987/1988 (26 goli), 1994/1995 (24 goli), 1995/1996 (27 goli)
- Król strzelców Football League Second Division: 1984/1985 (30 goli)